# Buscando pelea
Buscando pelea se tituló el segundo trabajo discográfico de la cantante Kiara, publicado por Sonorodven en el año 1990, bajo la producción de Pablo Manavello y Félix Madrigal. En este disco la "sensualísima", apodo que ganó la artista por la sensualidad que transmitía a través de sus canciones, dejó un poco de lado las "baladas eróticas" para dar paso a un pop mucho más comercial.
Los temas más importantes que identificaron a este álbum fueron: "Con mi cara tan lavada", "Es el amor" y "Quiero un ángel"; temas que alcanzaron una gran popularidad, posicionándose en el número 1 de las radios venezolanas y de América Latina. Estos 3 temas sirvieron como fondo musical de la telenovela Venezolana "Pasionaria" emitida ese año y que ayudó a la difusión de esos temas, incluidos en el álbum.
En esta nueva etapa musical, la cantante experimenta con nuevos sonidos y nuevas letras cantándole al amor (Es el amor, De nuevo estoy temblando, Que va a ser de mi y Deseo eres tu) al desamor (Con mi cara tan lavada, Buscando pelea) y a la lucha por el bienestar interno (El acomplejado, Yo si Yo). Cabe destacar que canciones como Quiero un angel y Muerdo el juego abordan temas tan importantes como el maltrato a la mujer, convirtiéndose Kiara en una de las primeras artistas venezolanas en aportar, a través de su música,    importante declaraciones sociales con respecto a este último tema.

## Canciones
| N.º | Nombre | Duración |
| --- | --- | -------- |
| 1   | "Quiero un ángel" Escritor(es): Y. Spampinato y F. Madrigal Productor(es):F. Madrigal y P. Manavello                                         | 4:24     |
| 2   | "Buscando pelea" Escritor(es): F. Madrigal Productor(es): F. Madrigal y P. Manavello                                                         | 3:56     |
| 3   | "De nuevo estoy temblando" Escritor(es): M. Marinangeli, F.P. Maddlone, F. Madrigal y P. Manavello Productor(es): F. Madrigal y P. Manavello | 3:57     |
| 4   | "Yo si yo" Escritor(es): T. Cicco, P. Manavello y F. Madrigal Productor(es): F. Madrigal y P. Manavello                                      | 4:11     |
| 5   | "El acomplejado" Escritor(es): P. Manavello y F. Madrigal Productor(es): F. Madrigal y P. Manavello                                          | 3:58     |
| 6   | "Con mi cara tan lavada" Escritor(es): F. Madrigal y P. Manavello Productor(es): F. Madrigal y P. Manavello                                  | 3:59     |
| 7   | "Es el amor" Escritor(es): F. Madrigal y P. Manavello Productor(es): F. Madrigal y P. Manavello                                              | 3:55     |
| 8   | "Qué va a ser de mí" Escritor(es): F. Madrigal y P. Manavello Productor(es): F. Madrigal y P. Manavello                                      | 3:57     |
| 9   | "Muerdo el juego" Escritor(es): F. Madrigal Productor(es): F. Madrigal y P. Manavello                                                        | 4:39     |
| 10  | "Deseo eres tú" Escritor(es): F. Madrigal y P. Manavello Productor(es): F. Madrigal y P. Manavello                                           | 4:10     |

## Sencillos
1. 1.er Sencillo: Con mi cara tan lavada
2. 2º Sencillo: Es el amor
3. 3.er Sencillo: Quiero un ángel
4. 4º Sencillo: De nuevo estoy temblando
5. 5º Sencillo: Buscando pelea
6. 6º Sencillo: Deseo eres tú

## Datos del álbum
Voz: Kiara
Guitarra: Pablo Manavello
Teclados y programación: Iker Gastaminza
Percusión: Carlos "Nene" Quintero
Batería: Ricardo Delgado
Piano "Montuno": Franco Castellani (pista 9)
Coros: Sofía "Nena" Pulido, Francis Benítez, Beatriz Corona, Edgar Salazar, Óscar Galián, Eduardo Stambury y Zenko Matousek
Producido por Pablo Manavello
Asistente de producción: José Alejandro Luján
Grabado y mezclado por Nucho Bellomo en Audiouno (Caracas)
Asistente de grabación: Carlos Guzmán
Diseño gráfico: E.i.2
Fotos: Francisco Beaufrand
- Datos: Q5001302